# HHA Typ DT5
Die Triebwagen vom Typ DT5 (Doppel-Triebwagen 5) sind die fünfte Generation normalspuriger Elektrotriebwagen auf dem 750-Volt-Gleichspannungs-Netz der Hamburger U-Bahn. Die Neufahrzeuge werden seit November 2012 im Fahrgastbetrieb eingesetzt. Als Besonderheit der dreiteiligen Triebzüge sind diese zum ersten Mal in der Geschichte der Hochbahn durchgängig begehbar. Insgesamt hat die Hochbahn 163 Einheiten dieses Typs für den U-Bahn-Betrieb bestellt und erhalten. Sie ersetzen im Zuge ihrer Inbetriebnahme größtenteils die ausgemusterten Fahrzeuge der Typen DT2E und DT3E. Die nächste Triebwagen-Generation vom DT6 ist in der Phase der Ausschreibung und soll ab 2027 zur Verfügung stehen.

## Beschaffung
Den Auftrag zur Fertigung der neuen Triebzüge hatte das Konsortium aus Alstom-LHB und Bombardier (heute beide Alstom Transport Deutschland) erhalten. Die Gesamtkosten für die ersten 87 Zugeinheiten der Baureihe DT5 belaufen sich nach Angaben der Hochbahn auf rund 340 Millionen Euro. Weitere 20 Einheiten wurden im Dezember 2015 bestellt, im März 2016 folgten weitere 11 Einheiten. Dieser Auftrag beläuft sich auf 100 Millionen Euro. Aufgrund steigender Fahrgastzahlen wurden im November 2018 nochmals 13 Einheiten nachgeordert, die bis Ende 2020 in Dienst gestellt werden sollen, und zusätzlich zwei Optionen zu je 16 weiteren Fahrzeugen gesichert. 2015 wurden die damaligen Wartungskosten pro Jahr und Fahrzeug vom Hamburger Senat mit durchschnittlich etwa 70.000 Euro beziffert. Im Juni 2019 bestellte die Hochbahn weitere 32 DT5 im Gesamtwert von 186 Mio. Euro. Die Einheiten sollen ab Januar 2021 ausgeliefert werden.
Die erste fertiggestellte Einheit erhielt die Fahrzeugnummer 301 und wurde am 4. März 2010 im Herstellerwerk in Salzgitter der Presse vorgestellt. Anschließend wurde sie für eingehende Erprobung, Einstellung der Komponenten und Abnahme nach Hennigsdorf überführt. Eine Vorstellung für die Öffentlichkeit fand am 28. Januar 2012 im Bahnhof Jungfernstieg statt. Bis zum Februar 2019 sind 100 Einheiten des DT5 in Hamburg in Dienst gestellt worden.
Häufig kritisiert wurde sowohl von Fahrgästen als auch von Anwohnern das sehr laute Quietschen der Bremsen kurz vor Stillstand des Zuges. Dies war durch die Bremsscheiben aus Aluminium bedingt, welche aus Gewichtsgründen (die Viadukte der U3 beschränken die maximale Achslast) nicht gegen gängige aus Stahl ausgetauscht werden konnten. Diese Mängel wurden in mehrjähriger Nacharbeit des Herstellers teilweise behoben, indem die elektrische Bremse so umgerüstet wurde, dass sie bis zum vollständigen Stillstand genutzt werden kann.

## Merkmale

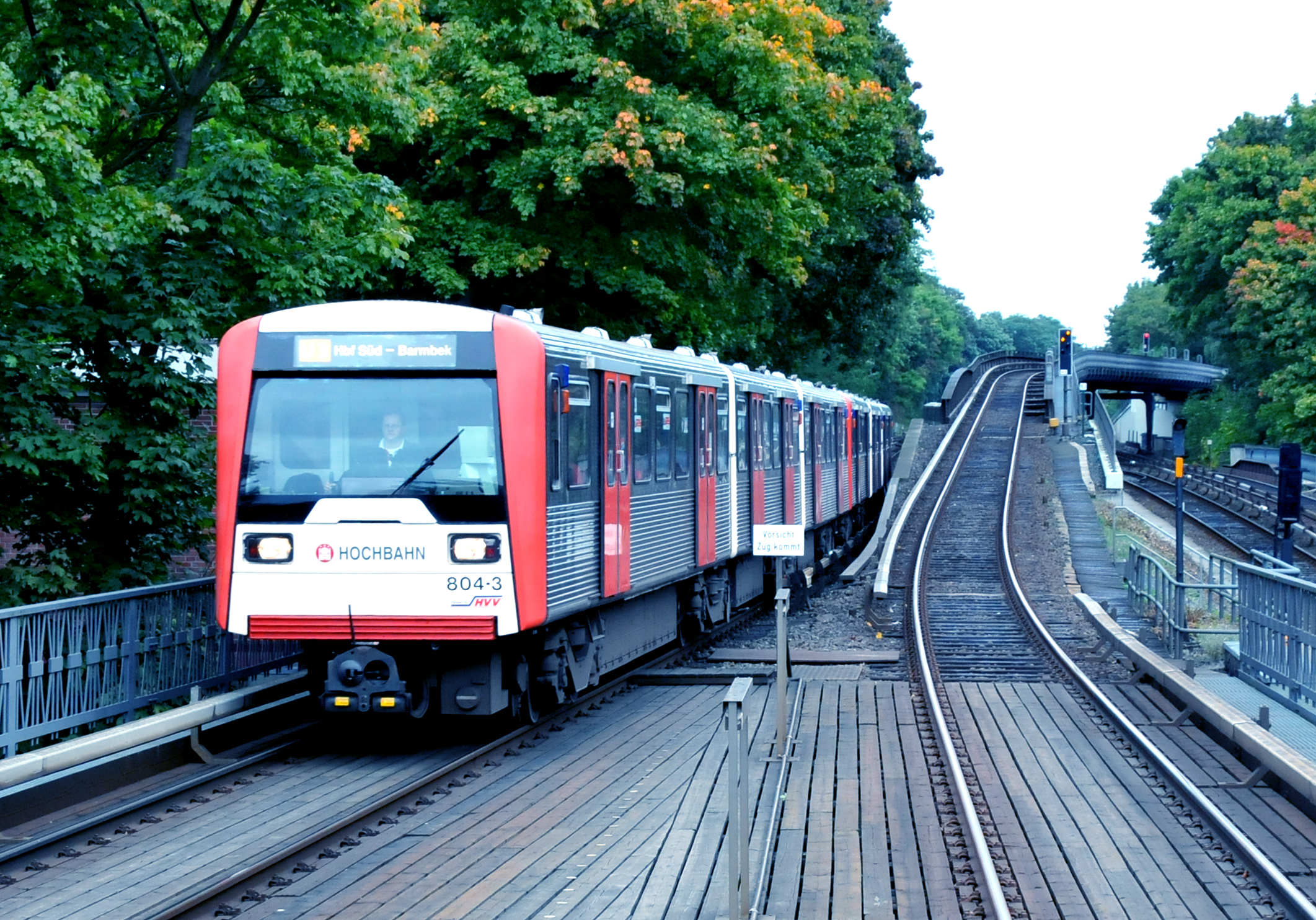
Der DT5 besitzt Ähnlichkeit mit dem DT3E.

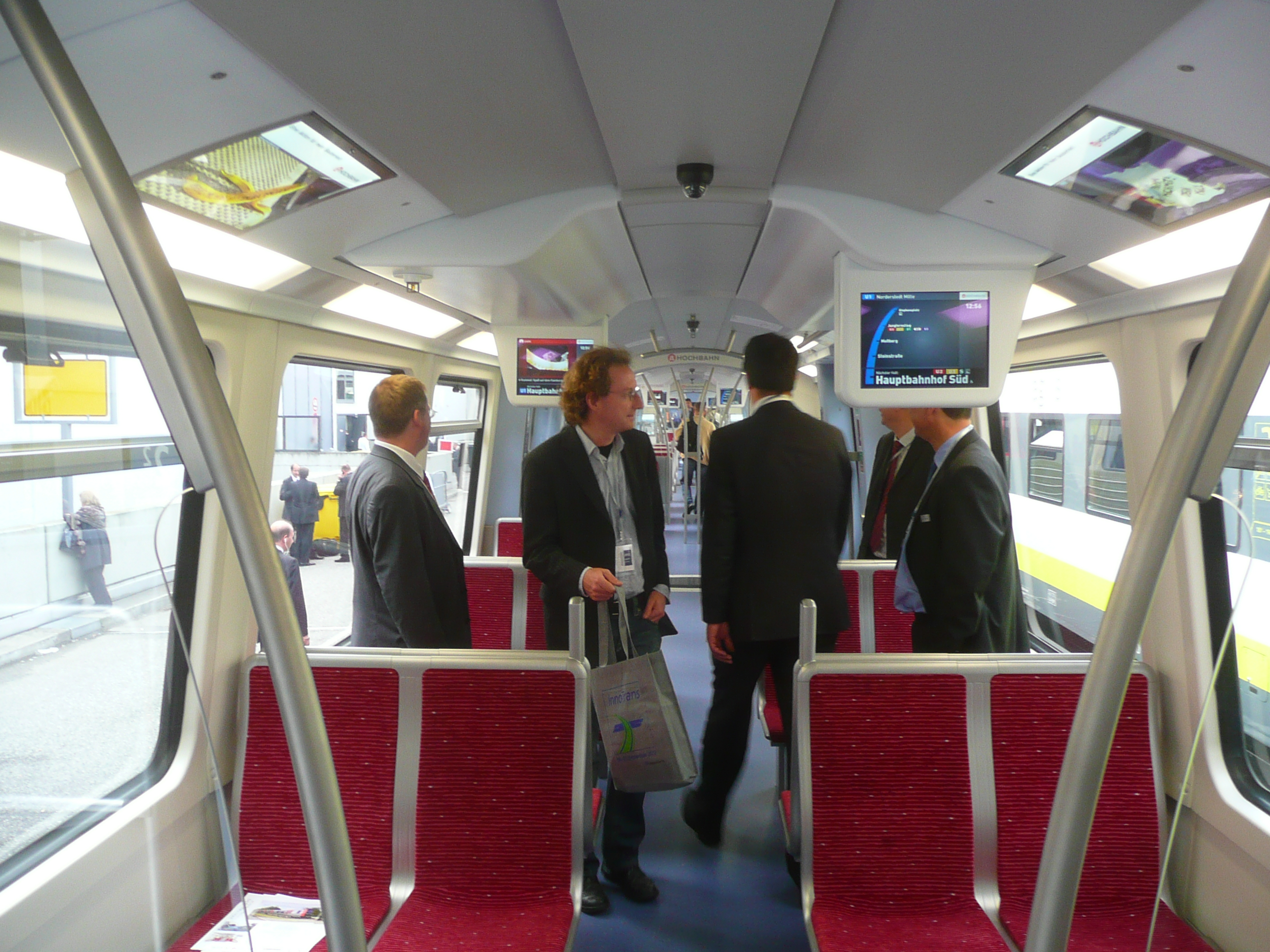
Innenraum des DT5-Musterzuges

### Konstruktion
Die Wagenkästen bestehen komplett aus Edelstahl und ruhen jeweils auf vier luftgefederten Drehgestellen, die für eine hohe Laufruhe sorgen. Der mittlere Fahrzeugteil hat zwei Drehgestelle, die Endwagen haben nur ein Enddrehgestell und sind jeweils auf den Mittelwagen aufgesattelt. Die Drehgestelle der Endwagen und die jeweils zur Fahrzeugmitte weisenden Radsätze der Drehgestelle des Mittelwagens sind angetrieben. Durch die Edelstahl-Beplankung konnte auf eine aufwändige Außenlackierung verzichtet werden. Wie bei den Vorgängern vom Typ DT4 ist die Innenraumbreite durch Bombierung vergrößert. Der dreiteilige Wagenzug hat eine Gesamtlänge von 39,6 m, wodurch weiterhin drei Züge als Zugverband gefahren werden können.

### Ausstattung
Im Vergleich zu den älteren Fahrzeuggenerationen bietet der DT5 Mehrzweckflächen für Fahrräder, Kinderwagen, Rollstühle und Gepäck. Diese befinden sich jeweils in den äußeren Wagen im Bereich vor den Übergängen. Um den notwendigen Platz zu gewinnen, wurde auf einen Viererblock Sitzplätze verzichtet und hierfür zwei Klappsitze eingebaut. Erstmals seit dem Typ DT3-LZB wurden wieder Längssitze eingebaut, die an den Übergängen anschließen. Weiterhin verfügt der DT5 über erweiterte Fahrgastinformationssysteme, Videoüberwachung, Notrufeinrichtungen und Klimaanlage. Weiterentwickelte luftgefederte Drehgestelle sollen die Laufruhe erhöhen. Die Brandschutzmaßnahmen übersteigen die zurzeit gesetzlich verbindlichen Anforderungen. Der DT5 ist zusätzlich zu den Sprinkleranlagen, die bereits beim DT4 vorhanden sind, mit Sprinkleranlagen mit Temperaturfühlern an den E-Schränken ausgestattet.
Erstmals ist der Türmechanismus so eingestellt, dass sich die Türen automatisch schließen, wenn sich keine Fahrgäste in ihrer Nähe aufhalten. In den älteren Fahrzeugen konnte die Türschließung lediglich manuell durch das Fahrpersonal oder durch die Fahrgäste selbst vorgenommen werden. Durch die automatische Schließung wird unter anderem der Energieeinsatz für Heizung bzw. Kühlung des Fahrgastraumes reduziert. Auf den Einbau von Abfallbehältern wurde verzichtet. Jeder Wagen ist mit zwei Bildschirmen ausgestattet, auf denen jeweils auf einer Seite Werbung, Informationen und Haltestellenhinweise, und auf der anderen Seite die Linienführung angezeigt wird.
Im Dezember 2016 wurde die Einheit 338 probeweise mit USB-Ladebuchsen im Fahrgastraum ausgestattet, um Fahrgästen das Aufladen von bspw. Smartphones während der Fahrt zu ermöglichen. Inzwischen werden schrittweise alle DT5-Fahrzeuge mit USB-Ladebuchsen ausgestattet.

### Umweltaspekte
Die Fahrzeuge bestehen laut Hochbahn zu fast 95 % aus recyclingfähigen Materialien. Auf eine Lackierung der Außenhaut wurde zugunsten einer Edelstahl-Beplankung verzichtet.
Wie schon beim Typ DT4 wird beim Bremsvorgang Energie in das Stromnetz zurückgespeist. Bei einem Tempo von 60 km/h darf ein Schalldruckpegel {\displaystyle L_{pA}} von 77 dB nicht überschritten werden.
Dazu sind die Räder der Fahrzeuge mit speziell entwickelten axialen Radschallabsorbern ausgestattet, welche die Schwingbewegung der Räder gezielt dämpfen. Nahe am Entstehungsort des vom Rad abgestrahlten Luftschalls werden die Absorber am Radkranz der Räder montiert, um dort die Schwingungsenergie unmittelbar in Wärme umzusetzen. Der Elektromotor ist wassergekühlt, das Bremssystem besteht aus einer elektrischen Bremse über die Elektromotoren und Scheibenbremsen aus Aluminium. Letztere verursachten beim Bremsen bis zum Stillstand zunächst laute Quietschgeräusche, was zu laufenden Anwohnerbeschwerden führte. Nachdem Versuche, die Scheibenbremsen leiser zu machen, scheiterten, wurde die Steuerungssoftware bis Anfang 2024 so umgeschrieben, dass nunmehr mit der elektrischen Bremse geräuscharm bis zum Stillstand gebremst werden kann.

### Design
Das Design des Fahrzeugs wurde vom Büro Tricon Design aus Kirchentellinsfurt entwickelt und greift sowohl Merkmale der Vorgängergeneration DT4 als auch der älteren Baureihen DT2 und DT3 auf. An den DT4 erinnert insbesondere das kantige Design mit dem mittig auskragenden Wagenkasten. Augenfälliger sind jedoch die Parallelen zum DT2/DT3. So verfügt der DT5 durch den Verzicht auf eine Lackierung ebenfalls über eine silbergraue Außenhaut, ähnlich sind ebenfalls die unterhalb der Fenster gesickten Seitenwände, die roten Türbereiche und der rote Fahrzeugkopf. Anders als beim DT3 sind jedoch nicht die gesamten Türen, sondern lediglich die oberen Türbereiche und der darüberliegende Bereich des Fahrzeugdaches rot gehalten, das Rot am Fahrzeugkopf ist lediglich als umlaufender Rahmen ausgebildet.
Das Interieur ist in Beige- und Grautönen gehalten, die Sitzbezüge entsprechen in ihrer Farbigkeit dem von der Hochbahn künftig in allen Fahrzeugflotten verwendeten Burgunderrot.
Zur Begutachtung der Planung wurde 2009 ein Mock-up hergestellt, anhand dessen weitere Designänderungen erarbeitet wurden.

## Einsatz

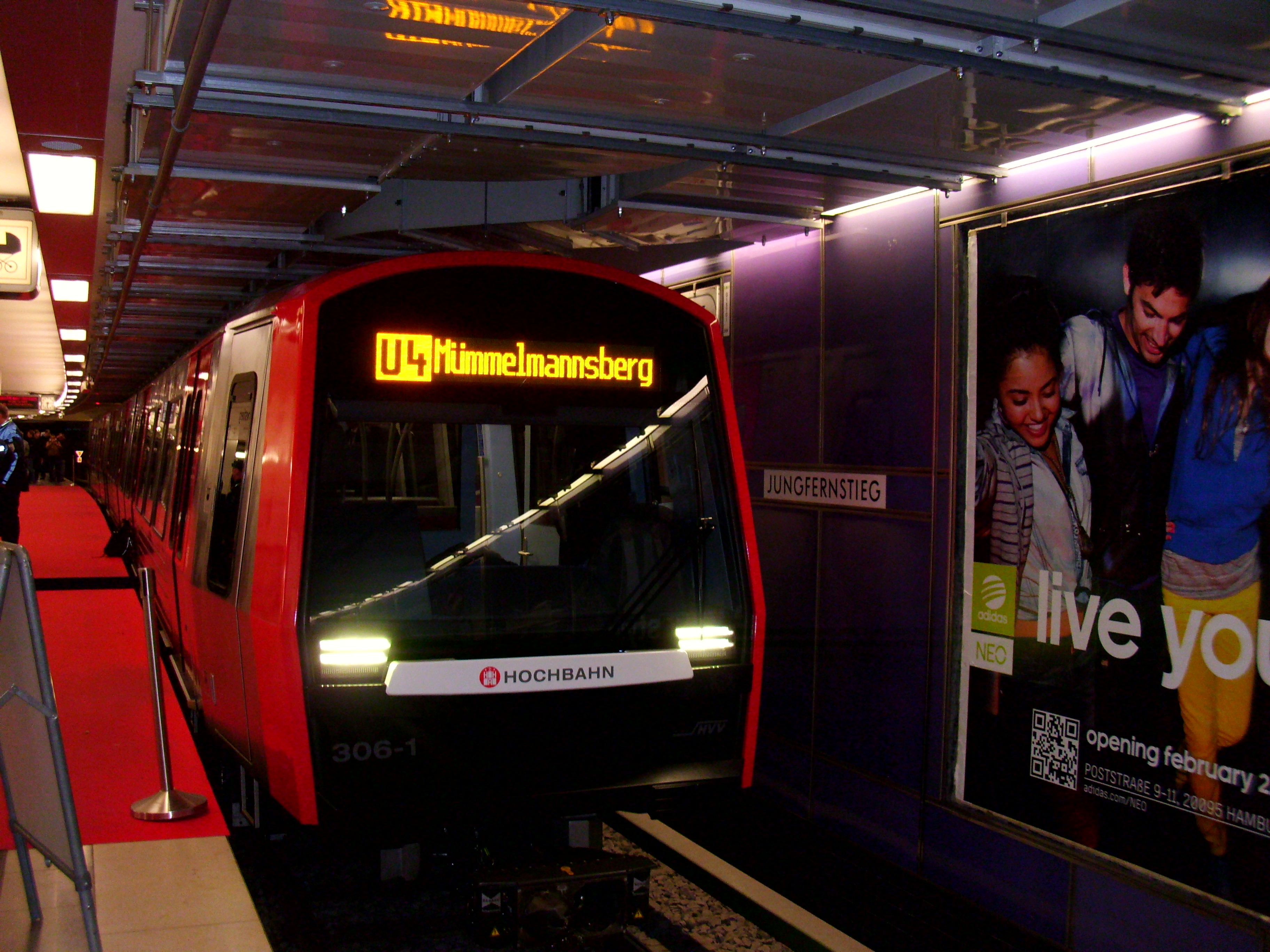
Front des Wagens 306-1 bei der Vorstellung des DT5

Am 1. Dezember 2011 traf mit Einheit 306 der erste Zug in Hamburg ein. Die Hochbahn unternahm im ersten Halbjahr 2012 Testfahrten im gesamten Netz, um die Eignung für den Alltagseinsatz zu prüfen. Am 28. Januar 2012 wurde die Einheit der Öffentlichkeit im Bahnhof Jungfernstieg vorgestellt.
Ab dem 8. November 2012 wurde der DT5 probeweise auf allen Linien eingesetzt. Seit Juli 2013 verkehrt er vorwiegend auf der U3. Dabei wird – wie bereits bei den DT3 auf dieser Linie – eine Konfiguration aus zwei Einheiten benutzt, da die Bahnsteige auf dieser Linie mit lediglich 90 m wesentlich kürzer als die übrigen Bahnsteige des Netzes (125 m) sind. Dadurch konnte auf der U3 der Einsatz der letzten DT4-Kurzzüge zu den Hauptverkehrszeiten beendet werden. Hier ersetzen sie seit 2015 auch die DT3. Seit Sommer 2017 werden die Umläufe fast ausschließlich durch DT5 geleistet. Die letzten 15 DT2 wurden bereits im November 2015 außer Dienst gestellt und ein Großteil der DT3 wird seit Ende 2016 ebenfalls ausgemustert.
Außerdem sind die DT5-Züge in Doppeltraktion auf der Linie U4 zwischen Billstedt und der neuen Haltestelle Elbbrücken im Einsatz und übernehmen in der Regel alle Umläufe. Dort ersetzten sie DT4 in Einfachtraktion und stellen somit eine Kapazitätssteigerung dar.
Ferner fahren DT5-Züge des Öfteren in Dreifachtraktion Umläufe auf den Linien U1 und U2, die ansonsten von Fahrzeugen vom Typ DT4 bedient werden.